# Megasema degenerata
Megasema degenerata là một loài bướm đêm trong họ Noctuidae.